# Josefa María Larraga
Josefa María Larraga (Valencia, 1700-1728) fue una pintora española.

## Biografía
Josefa María era hija de Apolinario Larraga, un pintor que alcanzó cierta fama en la ciudad de Valencia por sus obras de temática religiosa. A pesar de que Josefa María sufría desde su nacimiento una deformidad en ambas manos, practicó la pintura al óleo y la miniatura bajo la tutela de su padre. En estas actividades destacó por el dominio del dibujo y por la utilización del color. Trató asuntos de temática religiosa, sin descuidar los de asunto histórico. Era una época en la que se empezaba a abrir para las mujeres algunas posibilidades artísticas en la pintura, sobre todo en la pintura de retratos, una temática más cercana a las atribuciones femeninas en los espacios privados. Se especializó, siguiendo los pasos de su padre, en la pintura religiosa y también en los temas históricos que plasmaba en lienzos pequeños.
Destaca también el hecho de que regentó una academia de pintura para mujeres, lo que la sitúa entre las pioneras en la enseñanza de este arte entre la población femenina.

## Obras
Entre las obras suyas que se han conservado destaca el Relicario de Jesús, que está expuesto en el convento de Santo Domingo de Valencia. En el monasterio de Socós de Valencia se encuentra una demanda a Santo Tomás de Villanueva, realizada por la pintora.
El pintor e historiador Juan Agustín Ceán Bermúdez la cita en su Diccionario Historico [sic] de los mas [sic] ilustres profesores de las Bellas Artes en España, donde se recoge su nombre tanto por tener su obra en el convento de Santo Domingo, como por formar parte de los "iluminadores o pintores de miniaturas" más importantes del siglo XVIII.